# Septimôncio
Septimôncio (em latim: Septimontium) foi um festival pré-urbano celebrado na Roma Antiga pelos montanos (montani), os residentes das sete (sept) comunidades associadas com as colinas (montes) da cidade. O Septimôncio foi celebrado em 11 de dezembro e durou apenas um dia, sendo ele chamado Dia do Septimôncio (dies Septimontium) ou Dias Septimonciais (dies Septimontialis). Não foi um festival público, e sim privado, de acordo com Varrão, que viu-o como um análogo urbano da Paganália rural. As colinas incluídas no Septimôncio foram o Vélia, duas divisões do Palatino (Germal e Célio) e três do Esquilino (Ópio, Fagutal e Císpio), bem como o vale de Subura. Ele consistia em uma procissão lustral em torno do Palatino e Esquilino e sacrifícios aos deuses nos respectivos montes.
Tradicionalmente crê-se que etimologicamente o nome do festival provenha de septem (sete), porém tal afirmativa vem sendo questionada. O festival pode, ao invés disso, ter tomado seu nome de saept (dividido), no sentido de "dissociado, cercado com paliçada". Segundo Varrão, Septimôncio foi o nome da cidade antes dela chamar-se Roma, uma afirmação corroborada por João, o Lídio. O relato de Plutarco sobre o festival é obscuro e confunde a natureza do Septimôncio como representado por inscrições, do mesmo modo que Festo com as sete colinas proverbiais de Roma. Neste momento, ele nota, que os romanos abstiveram-se de operar veículos puxados por cavalos.